# Hemitremia flammea
Hemitremia flammea är en fiskart som först beskrevs av Jordan och Gilbert, 1878.  Hemitremia flammea ingår i släktet Hemitremia och familjen karpfiskar. IUCN kategoriserar arten globalt som otillräckligt studerad. Inga underarter finns listade i Catalogue of Life.